# Teutoner
Teutonerne er nævnt som en germansk stamme i tidlige historiske skrifter af grækerne og romerne. Ifølge Ptolemaios' kort levede de i Jylland. Mest sandsynligt stammede teutonerne fra Thy, der på det tidspunkt (i lighed med Vendsyssel) var en selvstændig ø. Først senere smeltede Thy og Vendsyssel sammen ved den fortsatte landhævning efter istiden i det nuværende Han Herred.
Tyske historikere forbandt ikke navnet teuton med deres proto-germanske forfædre før 1200-tallet.
Ca. 120 f.Kr. udvandrede mange teutonere, sammen med kimbrerne og ambronerne, fra deres områder i Skandinavien og drog mod det sydlige Europa. Det førte til gentagne sejre over romerne, men i år 102 f.Kr. blev teutonerne stoppet og udryddet af konsulen Gaius Marius i Slaget ved Aquae Sextiae. Nogle teutoniske høvdinger, samt deres konge Teutobod, blev taget til fange og fremvist for kimbrerne ved Slaget ved Vercellae 101 f.Kr., der også førte til kimbrernes udryddelse.
Forfatteren Bent Haller har skrevet en roman som omhandler Teutonernes historie, Brage Kongesøns Saga.

## Eksterne kilder og henvisninger
1. ↑  "Brage Kongesøns Saga Arkiveret 9. august 2016 hos  Wayback Machine"